# محمد علي بشحالوق
يعتبر الدكتور محمد علي بشحالوق علما من أعلام الشراكسة السوريين واشتهر في سوريا وتركيا وشمال القوقاز. ولد بتركيا ودرس الطب في الاستانة ونبغ به وبرع بعلوم الأحياء وغيرها من علوم اللغات والتراث. كان له أبحاث علمية تتعلق بأصل الإنسان بيئيا وبيولوجيا تتعارض مع فلسفة الديان السماوية، إلا أن مرضه المبكر بداء الزهايمر حال دون تدوين دراساته. عمل لفترة طويلة مستشاراً في قصر السلطان العثماني قبل أن ينتقل لدمشق إبان سقوط الخلافة العثمانية واستقر في منطقة المهاجرين بدمشق ثم انتقل إلى القنيطرة (عاصمة الجولان السوري حيث تقطن معظم الجالية الشركسية) وكانت عيادته قبلة للعلاج لجميع قرى الجولان وحتى شمال فلسطين. تزوج من السيدة ناجية العسلي سليلة العائلة الدمشقية الشهيرة سياسيا وأدبيا بتاريخ سورية وكان شقيقها صبري العسلي (أبو شجاع) رئيسا للوزراء في منتصف القرن العشرين والذي نفي برفقة الرئيس شكري القوتلي معا خارج البلاد , وكذلك قريبها شكري العسلي () الروائي والأديب المناهض للحكم التركي والذي أعدم بساحة الشهداء بأمر من جمال باشا العثماني السفاح مع زملائه بتاريخ 6 أيار 1916.

## أسرته
قام الدكتور محمد علي بتعليم زوجته ناجية العسلي (أم نجدت) علوم الطب والدواء في المنزل وكانت تشاركه عمله وإدارة عيادته الشهيرة بقرب جامع الداغستان بالقنيطرة. رزق الدكتور محمد علي بولدين (نجدت طومنباي ونور السلام) وكان نور السلام صحفياً ومحاميًا لامعاً وسكرتيراً إعلامياً في المكتب الإعلامي لرئيس سوريا سابقا ناظم القدسي . اما بناته (نجاة وحياة) فابنته نجاة كانت زوجة نبيه الغزي الذي كان وزيراً لعدة وزارات في سوريا في الستينيات من القرن العشرين. وكذلك ابنته حياة كانت زوجة رجل الأعمال الفلسطيني علي جبريل وأنجبت له أحمد جبريل المناضل الفلسطيني المعروف ومؤسس جبهة التحرير الفلسطينية ولاحقا الأمين العام للجبهة الشعبية لتحرير فلسطين القيادة العامة. توفي الدكتور محمد علي بشحالوق في القنيطرة عن عمر مبكر وكانت جنازته كبيرة شارك فيها سياسيون وأطباء ووجهاء الشراكس من سوريا ومن القرى في الجولان وغيرها . له الكثير من الأحفاد في سوريا والولايات المتحدة من آل بشحالوق وجبريل وبشناق والغزي وارشيد وقبيسي والعلي وغيرهم.